# Žene u pandemiji kovida 19
Žene u pandemiji kovida 19 našle su se prve na udaru virusa korona jer čine većinsku radnu snagu u takozvanim pomažućim profesijama, kao što su zdravstvo, obrazovanje, briga o deci i trgovina. Na osnovu analize Svetske zdravstvene organizacije (SZO) u 28 zemalja otkriveno je da se u proseku 41 posto slučajeva kovida 19 odnosi na žene. Naravno, to se razlikuje od države do države. Brojne studije pokazale su da se žene manje obolevaju od muškaraca jer se češće pridržavaju preventivnih epidemioloških mera nego muškarci.
Žene su tokom pandemije pokazale i impresivno liderstvo u politici i privatnom sektoru, i može se reći da su se žene (posebno one u zdravstvu) maksimalno mobilisale i u borbi protiv kovida 19 i drugih zdravstvenih problema, tokom ove pošasti.

## Opšte informacije
Žene na globalnom nivou čine oko 70 posto zdravstvene radne snage, a mnoge od njih su na prvim linijama borbe s kovidom 19, uključujući medicinske sestre i druge medicinarke radnike.
I nacionalne statistike svedoče da su žene podnele teži deo tereta tokom korona krize. Podaci pokazuju da u:
- sektoru zdravstvene zaštite radi i do 79% žena,
- sektoru socijalne zaštite radi čak 93% žena,
- oblasti obrazovanja radi 73% žena.

### Uticaj epidemije kovida 19 na primeru Danske
Na primeru Danske možda se najbolje može uočiti snažan uticaj pandemije na žene u 2020. i 2021. godini, jer se ona svrstava u red zemalja u koj vlada blagostanje za žene.
Iako bi premijerka ove zemlje Mete Frederiksen mogla da bude zadovoljna rezultatima ove studije, pandemija virusa korona i te kako je uticala na kvalitet života žena u ovoj skandinavskoj zemlji. Istraživanje Nacionalne SOS linije za pomoć žrtvama nasilja „Lev uden vold hotlajn” o uticaju kovida 19 na nasilje nad ženama pokazuje da je u periodu od januara do septembra 3.510 osoba okrenulo telefon 1888 kako bi prijavilo nasilje u porodici. Kako se navodi u izveštaju koji je rukovodilac ovog istraživanja Helena Oldrup podnela Evropskom institutu za rodnu ravnopravnost, žene su bile žrtve nasilja u 91 odsto svih prijavljenih slučajeva, a povećan je i broj onih koje su imale potrebu za skloništem od nasilja, odnosno odlaskom u Sigurnu žensku kuću.
Naime prema stavu Signe Gisel Šmit, potpredsednica Danskog udruženja žena, osnovanog 1871. godine, u ovoj skandinavskoj zemlji došlo je do znatnog porasta nasilja uzrokovanog pandemijom kovida 19, i to ovako obrazlaže:
 U uobičajenim okolnostima, 38.000 žena i 19.000 muškaraca godišnje prijavi nasilje u porodici, ali su ovi brojevi mnogo veći od 27. februara, kada je zabeležen prvi slučaj zaraze virusom korona u Danskoj. Broj žena koje su potražile pomoć zbog nasilja se duplirao, a skloništa za žrtve nisu mogla da prime sve žene kojima je bila potrebna pomoć, pa smo morali da tražimo alternativni smeštaj za njih. Zbog toga je Dansko udruženje žena iniciralo otvaranje urgentnog skloništa za žrtve porodičnog nasilja, a vlada je opredelila dodatnu svotu novca kako bi pomogla prebijenim ženama i deci”,

## Obrazovanje
Školovanje devojčica je ključno za postizanje rodne ravnopravnosti, prema novom izveštaju UNESKA. Kako se navodi, devojčice su i dalje iza dečaka po broju onih koje se školuju. Obrazovanje je još jedna oblast na globalnom nivou koju je pandemija dodatno pogoršala. Nastava za vreme pandemije odvija se preko internet platformi i aplikacija koje su predviđene za učenike. Platforme omogućavaju da učenici efikasno nastave obrazovanje iako nisu u mogućnosti da idu u školu. Nedostatak pristupa tehnologiji može sprečiti studente iz ruralnih oblasti da se obrazuju, što onemogućava da uče efikasno. Kako bi se zaustavilo širenje virusa korona na hiljade biblioteka moralo je da se zatvori.
Širom sveta, trenutno 132 miliona devojčica ne ide u školu,  a veliki broj njih u nerazvijenima sredinama nema mogućnost praćena nasrave preko interneta. Ako se ima u vidu da svaka treća devojčica iz najsiromašnijih porodica, nikada nije ni počela školovanje, ovu statistiku u narednim godinama još više če pogoršati dugo trajanje pandemija kovida 19.  Na to upućuje i istraživanje Fonda Malala koji je pokrenula   Malala Jusufza, po kome preko 20 miliona devojčica nikada se neće vratiti u školu kada se pandemija završi.

## Nasilje nad ženama u pandemiji kovida 19
Nasilje u porodici globalni je fenomen koji najčešće pogađa žene i djevojčice širom planete i, kao takav, teško krši uživanje ljudskih prava.
U vanrednim situacijama, kao što je trenutna pandemija kovida 19, porodično nasilje i nasilje prema ženama veoma često se zanemaruje, jer su svi resursi u svim zemljama sveta trenutno usmereni
na zdravstvo, koje je u direktnoj vezi sa očuvanjem zdravlja građana i građanki, a potom i na ekonomiju.
Međutim, uz donošenje mera suzbijanja koronavirusa i zatvaranja granica,  mediji na globalnom nivou izveštavaju o povećanju nasilja u porodici od početka pandemije koida 19.
Kada su u pitanju oblici ispoljavanja nasilja u porodici, razlikuju se:
Fizičko nasilje — koje može biti direktno (od neželjenog fizičkog kontakta do ubistva) ili indcirektno (uništavanje stvari, bacanje stvari u pravcu žrtve, pored žrtve, kao i povređivanje kućnih ljubimaca).
Psihološko nasilje — uključuje pretnje fizičkim nasiljem, koje su najčešće usmerene ka žrtvi, deci ili prema sebi, kao i pretnje druge vrste, vređanje i ponižavanje.
Seksualno nasilje  — koje je u suštini forma fizičkog nasilja, ali ima i svoju specifičnost, pa se najčešće posebno i razmatra (jer je reč je o neželjenom i nedobrovoljnom seksualnom odnosu koji se vrši prinudom).
Ekonomsko nasilje — koje je često povezano sa psihološkim nasilje, i uključuje ekonomsku kontrolu, kao što je kontrolisanje žrtvinog novca i ekonomskih resursa, ograničenje i zabranu odlaska na posao, zabranu zapošljavanja, donošenje odluke o tome kako će se novac trošiti, kao i socijalnu kontrolu (zabranjivanje žrtvi da viđa prijatelje i rođake, aktivno sabotiranje žrtvinih društvenih veza i izolaciju od socijalnih kontakata).
Kao poseban oblik javlja se proganjanje, koje je u poslednje vreme posebno izdvaja kao proganjanje (stalking), kao i stvarno ili virtuelno lišavanje slobode, što su ustvari forme koje se mogu svrstati u pomenute kategorije nasilja.

### Stanje u Srbiji
Slična situacija je i u Srbiji u kojoj je pandemija kovida 19  promenila i statistiku femicida, pa je tako prema rečima Vanje Macanović, advokat Autonomnog ženskog centra.
Od početka do kraja 2020. godine 25 žena ubijeno u porodičnom nasilju

Poverenica za zaštitu ravnopravnosti Brankica Janković ocenjuje...
da je pandemija toliko ogolila rodnu neravnopravnost u kući, jer su mnoge žene grcale pod teretom duplih i troduplih obaveza – osim što su morale da idu na posao, najveći broj njih preuzeo je ulogu pedagoškog asistenta svojoj školskoj deci, koja su morala da prate onlajn nastavu, a u trećoj „smeni” ih je čekalo kuvanje ručka, pranje, peglanje i spremanje domaćinstva.

„Studija pod nazivom `Majčinstvo u doba korone` sprovedena od 28. aprila do 8. maja na uzorku od 1.909 mama u Srbijii, takođe je pokazala nezadovoljavajuće rezultate, jer je...
da čak 60 odsto zaposlenih mama nije uspevalo da usaglasi poslovne obaveze sa obavezama oko dece i balansiranje im je teže palo nego inače. Čak 63 odsto reklo je da su tokom vanrednog stanja imale više obaveza, četvrtina ocenjuje da se ništa nije promenilo, a tek je svaka deseta mama izjavila da ima manje obaveza“

## Trudnoća i porođaj u pandemiji kovida 19
Trudnoća i porođaj u pandemiji kovida 19 postao je jedan od zdravstvenih problema koji od porodilja, njihove porodice i zdravstvene služeba zahteva neophodnu zaštitu i optimalnu negu. Pandemija kovida 19 prisilila je mnoge bolnice da potraže alternativne pristupe redovnom načinu zbrijnavanja trudnica u neplaniranim situacijama.
Iako se malo zna o stvarnim rizicima koje kovid 19 predstavlja u trudnoći, iskustva s virusima iste porodice (poput SARS-a i MERS-a) ukazuju na to da trudnice mogu biti izložene većem riziku od teških respiratornih bolesti, nakon infekcije virusom uzročnikom kovida 19.
Otprilike, od oko 18 slučajeva koji su do sada opisani u literaturi za vreme pandemije kovida 19, i koji su uglavnom iz Kine, samo je jedna trudnica zbog pogoršanja stanja zahtevala lečenje u intenzivnoj nezi.
Izgledi da trudnice, u principu prolaze jednako dobro kao opšta populacija u tom starosnom periodu, i dobro se bore sa infekcijom Koovid-19, navode i neki izvori iz Srbije. Da je to tako ukazuju preliminarno istraživanje britanskih naučnika, koja su pokazala da trudnice nisu podložnije ozbiljnijim posledicama ako obole od kovida 19 u odnosu na ostalu ženski populaciju i da se, ako se kod njih ipak razvije teži oblik bolesti, to najčešće dogodi u kasnijim fazama trudnoće.
Međutim, kako su saznanja još nedovoljna (mali broj studija) porođaj obolelih trudnica zahteva posebne procedure, prilikom porođaja bilo da se radi o carskom rezu ili klasičnom porođaju.  Prema izjavama srpskih akušera, u pandemiji kovida 19:
| „ | ...postoji posebna zaštitna oprema za sve profesionace koji su neophodni u tom procesu, od anesteziologa i anestetičara, bar dva ginekologa koji rade carski rez, babice, neonatolog, neonatološka sestra, svi moraju biti maksimalno zaštićeni. | ” |

Ako se kod trudnice pojave izraženiji simptomi kovida 19 ili je oporavak od infekcije respiratornih puteva slične gripu produžen, to može biti znak da se razviila značajnija infekciju grudnog koša koja zahteva specijalizovanu negu.
Poboljšanje pristupa psihološkoj terapiji, kada je u uslovima izolacije kod trudnice došlo do narušavanja mentalnog zdrvalja, mora biti jedan od elemenata socijalne zaštite trudnica u pandemiji kovida 19.

## Oralno zdravlje
Kada je reč o eventualnoj povezanosti koronavirusa i zdravlja zuba i usne duplje, za sada još nema adekvatnih studija o mogućim korelacijama, ali istraživanja se svakako rade.
Na stomatološkom fakultetu u Beogradu navode da konstantno nošenje maske tokom dana, može dodatno da isuši oralnu sluzokožu i da se u tom smislu ona može izgubiti zaštitne funkcije pljuvačke. Suva usta, mogu poremetiti i oralnu biofloru što može da dovede do paradontalnih oboljenja kod žena u vreme pandemije. Međutim...neophodno je vreme da se ustanovi da li će biti posledica i kakve će one biti.

## Literatura
- Shanafelt, Tait; Ripp, Jonathan; Trockel, Mickey (2020). „Understanding and Addressing Sources of Anxiety Among Health Care Professionals During the COVID-19 Pandemic”. JAMA. 323 (21): 2133—2134. ISSN 0098-7484. PMID 32259193. S2CID 215411048. doi:10.1001/jama.2020.5893.
- ISSN 0889-1591. Pappa, Sofia; Ntella, Vasiliki; Giannakas, Timoleon; Giannakoulis, Vassilis G.; Papoutsi, Eleni; Katsaounou, Paraskevi (2020). „Prevalence of depression, anxiety, and insomnia among healthcare workers during the COVID-19 pandemic: A systematic review and meta-analysis”. Brain, Behavior, and Immunity. 88: 901—907. PMC 7206431 . PMID 32437915. doi:10.1016/j.bbi.2020.05.026.
- Gupta, Anoop Krishna; Mehra, Aseem; Niraula, Abhash; Kafle, Khagendra; Deo, Saroj Prasad; Singh, Babita; Sahoo, Swapnajeet; Grover, Sandeep (2020). „Prevalence of anxiety and depression among the healthcare workers in Nepal during the COVID-19 pandemic”. Asian Journal of Psychiatry. 54. PMC 7313505 . PMID 32599546. doi:10.1016/j.ajp.2020.102260..
- ISSN 1876-2018. Roy, Deblina; Tripathy, Sarvodaya; Kar, Sujita Kumar; Sharma, Nivedita; Verma, Sudhir Kumar; Kaushal, Vikas (2020). „Study of knowledge, attitude, anxiety & perceived mental healthcare need in Indian population during COVID-19 pandemic”. Asian Journal of Psychiatry. 51. PMID 32283510. S2CID 215403672. doi:10.1016/j.ajp.2020.102083..
- Luceño-Moreno, Lourdes; Talavera-Velasco, Beatriz; García-Albuerne, Yolanda; Martín-García, Jesús (2020). „Symptoms of Posttraumatic Stress, Anxiety, Depression, Levels of Resilience and Burnout in Spanish Health Personnel during the COVID-19 Pandemic”. International Journal of Environmental Research and Public Health. 17 (15): 5514. PMID 32751624. doi:10.3390/ijerph17155514 ..
- Zhang, Wen-rui; Wang, Kun; Yin, Lu; Zhao, Wen-Feng; Xue, Qing; Peng, Mao; Min, Bao-Quan; Tian, Qing; Leng, Hai-xia; Du, Jia-lin; Chang, Hong; Yang, Yuan; Li, Wei; Shangguan, Fang-Fang; Yan, Tian-yi; Dong, Hui-Qing; Han, Ying; Wang, Yu-Ping; Cosci, Fiammetta; Wang, Hong-Xing (2020). „Mental Health and Psychosocial Problems of Medical Health Workers during the COVID-19 Epidemic in China”. Psychotherapy and Psychosomatics. 89 (4): 242—250. ISSN 0033-3190. PMC 7206349 . PMID 32272480. S2CID 215726068. doi:10.1159/000507639.
- Shechter, Ari;  . (2020). „Psychological distress, coping behaviors, and preferences for support among New York healthcare workers during the COVID-19 pandemic”. General Hospital Psychiatry. 66: 1—8. PMC 7297159 . PMID 32590254. doi:10.1016/j.genhosppsych.2020.06.007..
- Islam, Md. Saiful; Ferdous, Most. Zannatul; Potenza, Marc N. (2020). „Panic and generalized anxiety during the COVID-19 pandemic among Bangladeshi people: An online pilot survey early in the outbreak”. Journal of Affective Disorders. 276: 30—37. PMC 7362838 . PMID 32697713. doi:10.1016/j.jad.2020.06.049..

## Spoljašnje veze
|  | Molimo Vas, obratite pažnju na važno upozorenje u vezi sa temama iz oblasti medicine (zdravlja). |